# Bătălia de la Soci
Bătălia de la Soci a avut loc la 7 martie 1471 la Soci, lângă Râmnicu Sărat între armatele Moldovei  și  Țării Românești. 
Urcarea pe tronul Țării Românești a lui Radu cel Frumos, un fidel absolut al Porții reprezenta o amenințare pentru Moldova. Începând cu  1470 Ștefan cel Mare începe o campanie prin care încearcă înlăturarea acestuia și înscăunarea lui Basarab Laiotă. Astfel, domnul moldovean invadează Țara Românească și jefuiește Brăila și Târgul de Floci, cele mai importante centre comerciale ale țării. Regele Cazimir al IV-lea al Poloniei încearcă să-i împace pe cei doi domni pentru a evita riscul unei invazii otomane în Moldova însă eșueaza. În primăvara anului 1472 Radu își mută trupele la granița cu Moldova pentru a pregăti o invazie însă este întâmpinat la 7 martie de armata moldoveană și învins la Soci, cu mari pierderi de partea munteană.